# Alina Astafei
Alina Astafei (născută Galina Astafei; n. 7 iunie 1969, București, România) este o fostă atletă română care a obținut medalia de argint la Barcelona 1992 la proba de săritura în înălțime. În 1995 a obținut cetățenia germană.

## Biografie
Alina este fiica lui Petre Astafei, multiplu campion național la săritura cu prăjina. În 1993 a absolvit cursurile Academiei Naționale de Educație Fizică și Sport. Prima ei performanță notabilă a fost medalia de argint la Campionatul Mondial de Juniori din 1986. La Campionatul European de Juniori din 1987 a câștigat medalia de aur. Anul următor, la Campionatul Mondial de Juniori de la Sudbury, Canada, ea a depășit pentru prima oară pragul de 2 metri și a devenit campioană mondială. În 1988, la Nisa, a stabilit un record mondial de junioare, cu performanța de 1,98 m. Tot în acel an a obținut locul 5 la Jocurile Olimpice de la Seul.
La Campionatul European în sală din 1989 Alina Astafei a câștigat medalia de aur și la ediție din 1990 a urmat bronzul. La Jocurile Olimpice din 1992 de la Barcelona a obținut locul secund în urma nemțoaicei Heike Henkel.
Fratele Alinei Astafei a fost împușcat și a murit în timpul Revoluției. Nu a fost găsit niciun vinovat și ea a decis să emigreze în Germania. În anul 1995 a obținut cetățenia germană. Apoi a câștigat medalia de aur la Campionatul Mondial în sală de la Barcelona, sărind 2,01 m, de data aceasta în fața lui Heike Henkel. La scurt timp după aceea a stabilit un nou record personal cu o săritură de 2,04 m. În sezonul în aer liber a sărit 2,01 m și la Campionatul Mondial de la Göteborg a obținut medalia de argint în urma recordmenei Stefka Kostadinova.
La Campionatul European în sală din 1996 atleta a câștigat medalia de aur. În același an a ocupat locul 5 la Jocurile Olimpice de la Atlanta. În anul 1998 a mai câștigat  două medalii, argintul la Campionatul European în sală de la Valencia și bronzul la Campionatul European de la Budapesta.
Alina Astafei a cucerit patru titluri naționale în aer liber în România și patru titluri în Germania. După retragerea sa din activitate a devenit profesoară de sport. Are patru copii și este căsătorită cu fostul săritor olimpic Wolfgang Kreißig.
În 2004 ea a primit Ordinul Meritul Sportiv clasa a II-a.

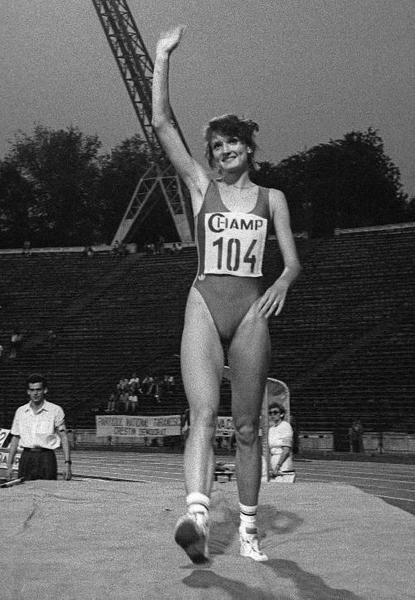
Alina Astafei în 1992

## Realizări
| An                    | Competiție                               | Locație                    | Loc                  | Note                 |
| Reprezentând România  | Reprezentând România                     | Reprezentând România       | Reprezentând România | Reprezentând România |
| --------------------- | ---------------------------------------- | -------------------------- | -------------------- | -------------------- |
| 1986                  | Campionatul Mondial de Juniori (sub 20)  | Atena, Grecia              | 2                    | 1,90 m               |
| 1987                  | Campionatul European de Juniori (sub 20) | Birmingham, Marea Britanie | 1                    | 1,88 m               |
| 1987                  | Campionatul Mondial                      | Roma, Italia               | 13                   | 1,88 m               |
| 1988                  | Campionatul Mondial de Juniori (sub 20)  | Sudbury, Canada            | 1                    | 2,00 m               |
| 1988                  | Jocurile Olimpice                        | Seul, Coreea de Sud        | 5                    | 1,93 m               |
| 1989                  | Campionatul European în sală             | Haga, Olanda               | 1                    | 1,96 m               |
| 1989                  | Campionatul Mondial în sală              | Budapesta, Ungaria         | 10                   | 1,91 m               |
| 1989                  | Universiada                              | Duisburg, Germania de Vest | 1                    | 1,91 m               |
| 1990                  | Campionatul European în sală             | Glasgow, Marea Britanie    | 3                    | 1,94 m               |
| 1990                  | Campionatul European                     | Split, Iugoslavia          | 16                   | 1,80 m               |
| 1992                  | Jocurile Olimpice                        | Barcelona, Spania          | 2                    | 2,00 m               |
| 1993                  | Campionatul Mondial în sală              | Toronto, Canada            | 4                    | 1,97 m               |
| 1993                  | Campionatul Mondial                      | Stuttgart, Germania        | 4                    | 1,94 m               |
| Reprezentând Germania |                                          |                            |                      |                      |
| 1995                  | Campionatul Mondial în sală              | Barcelona, Spania          | 1                    | 2,01 m               |
| 1995                  | Campionatul Mondial                      | Göteborg, Suedia           | 2                    | 1,99 m               |
| 1996                  | Campionatul European în sală             | Stockholm, Suedia          | 1                    | 1,98 m               |
| 1996                  | Jocurile Olimpice                        | Atlanta, Statele Unite     | 5                    | 1,96 m               |
| 1997                  | Campionatul Mondial în sală              | Paris, Franța              | 4                    | 1,95 m               |
| 1997                  | Campionatul Mondial                      | Atena, Grecia              | 7                    | 1,93 m               |
| 1998                  | Campionatul European în sală             | Valencia, Spania           | 2                    | 1,94 m               |
| 1998                  | Campionatul European                     | Budapesta, Ungaria         | 3                    | 1,95 m               |

## Recorduri personale
| Probă                        | Performanță | Dată          | Locație   |
| ---------------------------- | ----------- | ------------- | --------- |
| Săritură în înălțime         | 2,01 m      | 27 mai 1995   | Wörrstadt |
| Săritură în înălțime în sală | 2,04 m      | 3 martie 1995 | Berlin    |